# 轻轻摇晃
《轻轻摇晃》是一部2014年英国剧情片，由短片作品《春》入选2011年柏林电影节和圣丹斯电影节的柬埔寨出生的华裔许泰丰（Hong Khaou）导演，多米尼克·布坎南制片。影片于2014年1月16日圣丹斯电影节首日全球首映，赢得世界电影戏剧大赛摄影奖。2014年8月8日影片于英国上映，2014年9月26日于美国上映。

## 剧情
在儿子突然去世后，一位母亲试图去了解儿子的过去。儿子男友的出现打乱了她的生活。尽管没有共同的语言，他们试图去战胜相同的痛苦。

## 演员
- 本·威士肖 饰 理查德（Richard）
- 郑佩佩 饰 Junn
- Andrew Leung 饰 Kai
- Morven Christie 饰 Margaret
- Naomi Christie 饰 Vann
- Peter Bowles 饰 Alan

## 制作
剧本原题《轻快的过往》（Lilting the Past），在2011年最佳未制作英国电影剧本榜单Brit List中夺得第三名。
2012年，剧组公布了主演名單。
2012年11月开始摄制。导演许泰丰称电影受到了王家卫《花样年华》的启发。制片过程中，Microwave安排迈克尔·温特伯顿辅导编剧兼导演许泰丰，布坎南由《伦敦到布莱顿》、《污垢》和《献给爱妻的歌》制片人肯·马歇尔执导。预算跟所有Microwave导演一样是12万英镑。影片是Microwave计划中的第一部双语电影。

## 评价
《轻轻摇晃》获得评论家的积极评价。影评聚合网站烂番茄基于24条积极评价，打出96%的“新鲜度”，评级得分6.9（满分10分）。

## 奖项
| 年份 | 奖项                 | 类别                       | 接受者           | 结果 |
| ---- | -------------------- | -------------------------- | ---------------- | ---- |
| 2014 | 2014年圣丹斯电影节   | 世界电影评委会大奖：喜剧类 | 许泰丰           | 提名 |
| 2014 | 2014年圣丹斯电影节   | 世界电影评委会大奖摄影奖   | Urszula Pontikos | 獲獎 |
| 2015 | 第68届英国电影学院奖 | 英国本土杰出电影处女作     | 许泰丰           | 提名 |